# Nihari
Nihari (urdú:نهاری) es un platillo propio de la India, Pakistán y Bangladés. Es un guiso que consiste de trozos de carne de vaca o cordero con especias y que se sirve acompañado de sesos o médula.

## Etimología
La palabra nihar proviene del vocablo árabe "nahar" (en árabe: نهار‎) que significa "por la mañana" luego de los rezos Fajr con la salida del Sol. Este platillo era generalmente consumido temprano en la mañana (los puritanos saboreaban esta exquisitez antes de la salida del Sol, inmediatamente luego de los rezos Fajr).

## Historia
Sus orígenes se remontan a las cocinas nawab (nobles) musulmanas, habiendo alcanzado la fama a través de los relatos sobre las cocinas reales de Lucknow en lo que es actualmente Uttar Pradesh, durante mucho tiempo el asiento de los nawab de Awadh aunque también es apreciado por aficionados a los manjares no-musulmanes. En partes de Bangladés, en especial Daca y Chittagong ha sido un antiguo platillo popular considerado una exquisitez. Es un platillo popular y es considerado el platillo nacional de Pakistán. El platillo es famoso por el sabor y aroma que le confieren las especies. Originalmente era considerado un tipo de platillo exclusivo con numerosas variaciones de especias y texturas.
Según muchas fuentes: el nihari se originó en Old Delhi (zonas de Jama Masjid y Daryaganj) hacia finales del siglo XVIII durante los últimos tiempos del Imperio mogol. Los nawab musulmanes consumían el nihari temprano por la mañana y luego dormían una larga siesta antes de concurrir a 'Zhuhr' (rezos vespertinos musulmanes). Posteriormente, alcanzó popularidad entre la clase trabajadora como parte del desayuno cotidiano.

## Medicación
El nihari también es utilizado como remedio casero para los resfríos, congestiones nasales y fiebre. Según una leyenda, fue preparado por lo menos hace unos cien años en Delhi por un doctor llamado Hakim.

## Popularidad
Nihari es un platillo musulmán de Delhi y luego de la independencia de Pakistán numerosos cocineros migraron a Karachi y otras ciudades en la zona este (actualmente Bangladés), y pusieron restaurantes. En Karachi, el nihari tuvo un éxito fenomenal y pronto en todo Pakistán. El nihari junto con el biryani son considerados los platillos nacionales de Pakistán.